# Пейджер

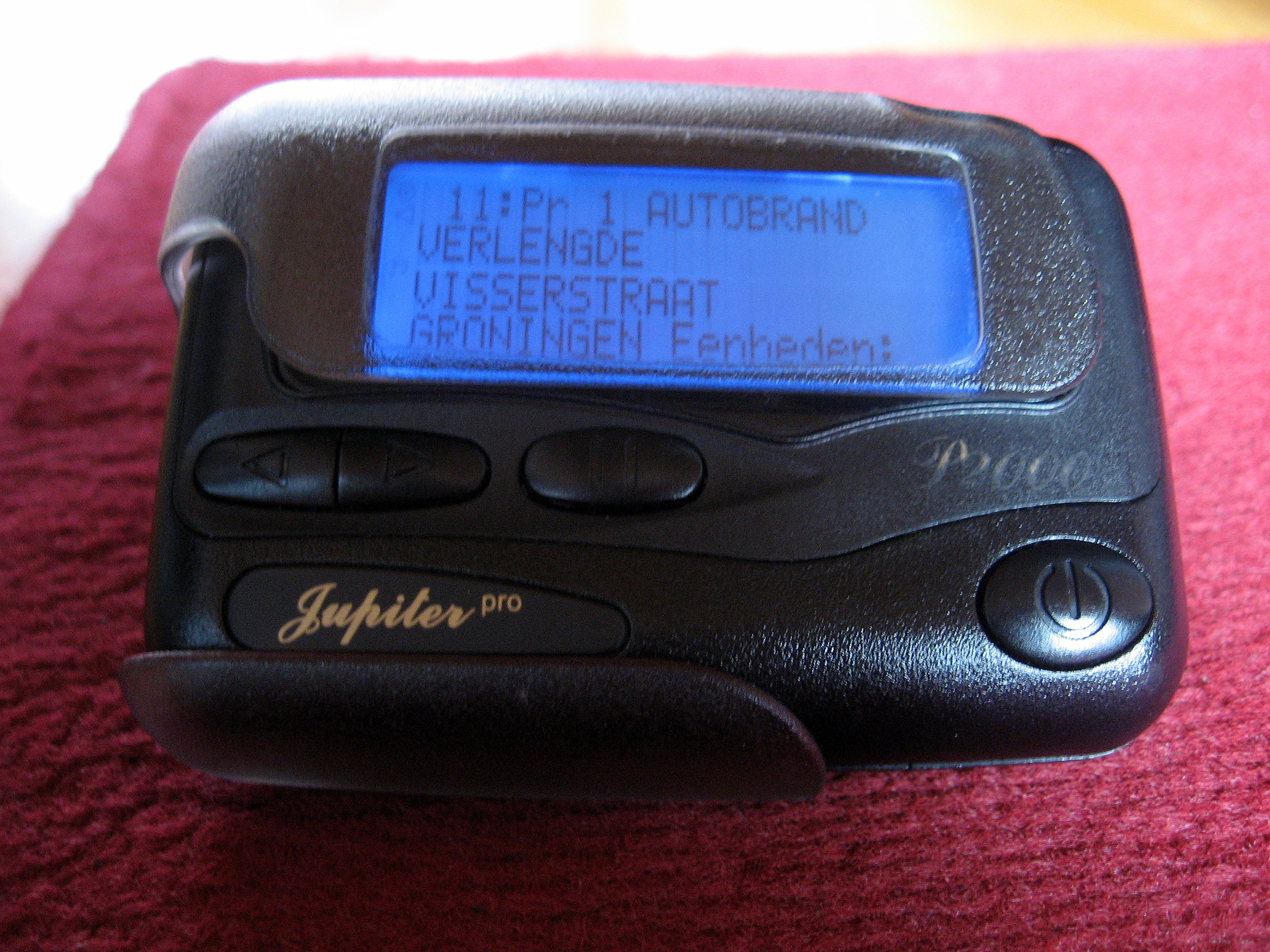
Пейджер

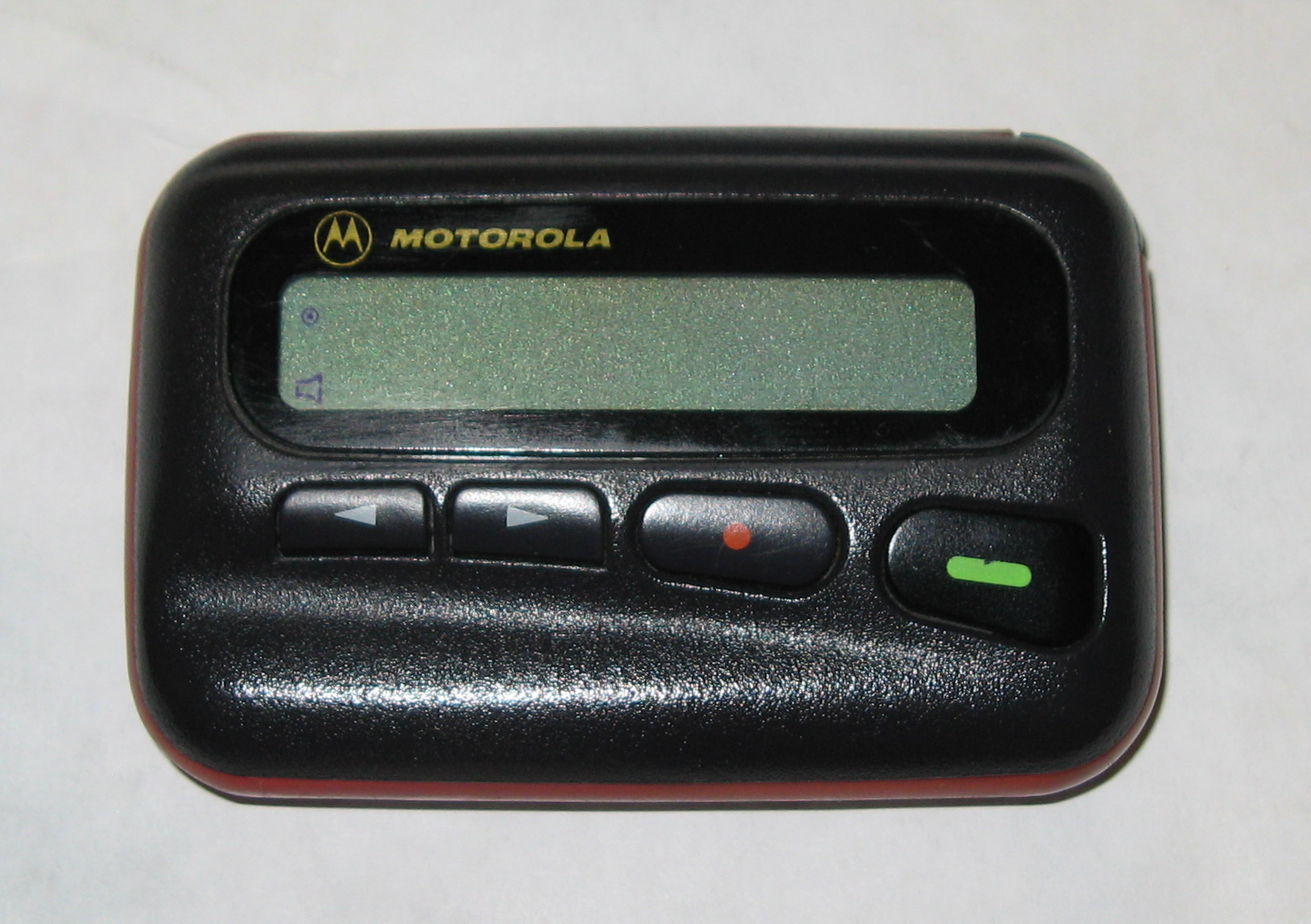
Пейджер Motorola LX2

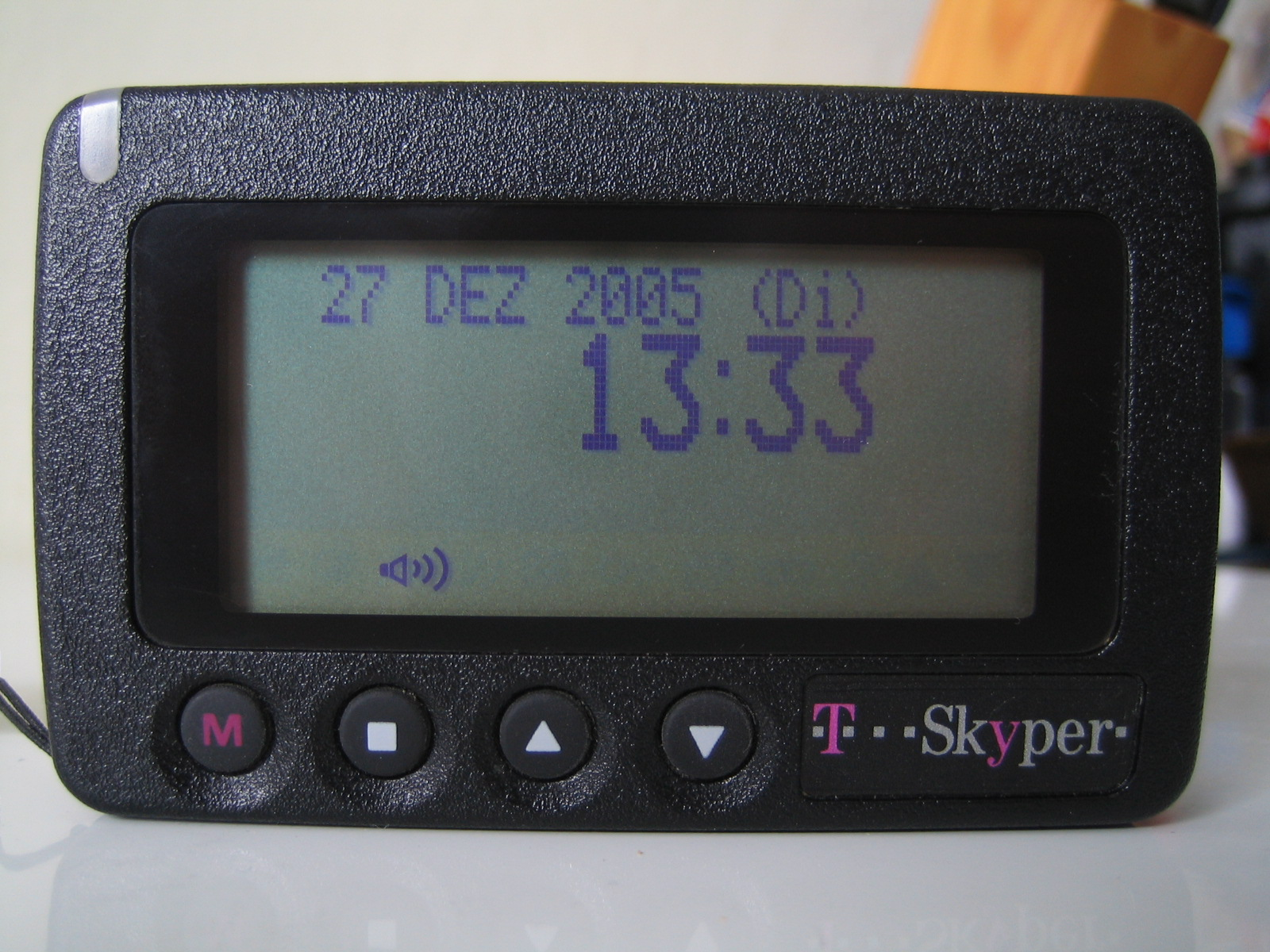
Пейджер NEC для сети Skyper

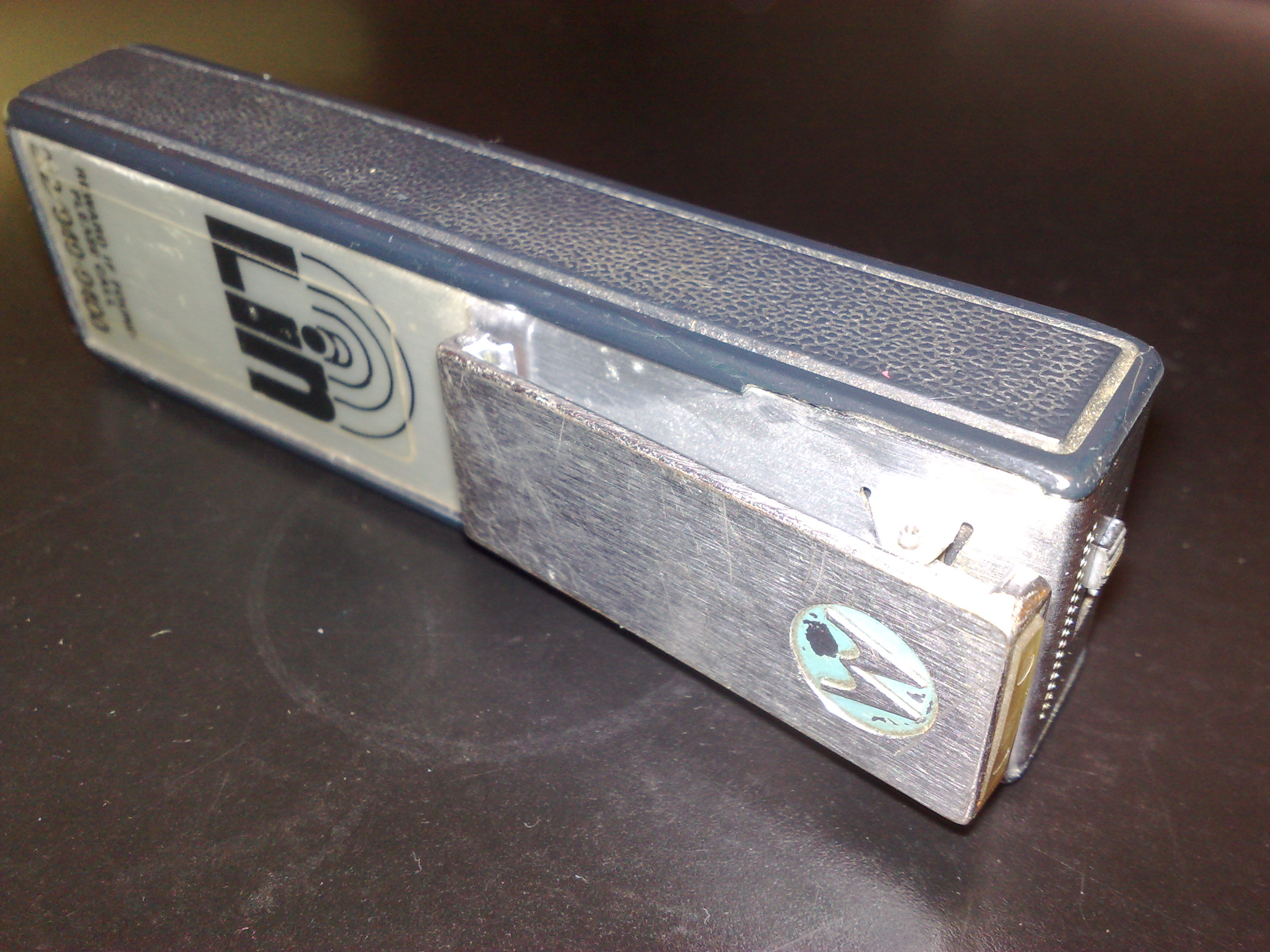
Оригинальный пейджер Motorola «Pageboy II», использовавшийся в Нью-Йорке в конце 1970-х годов

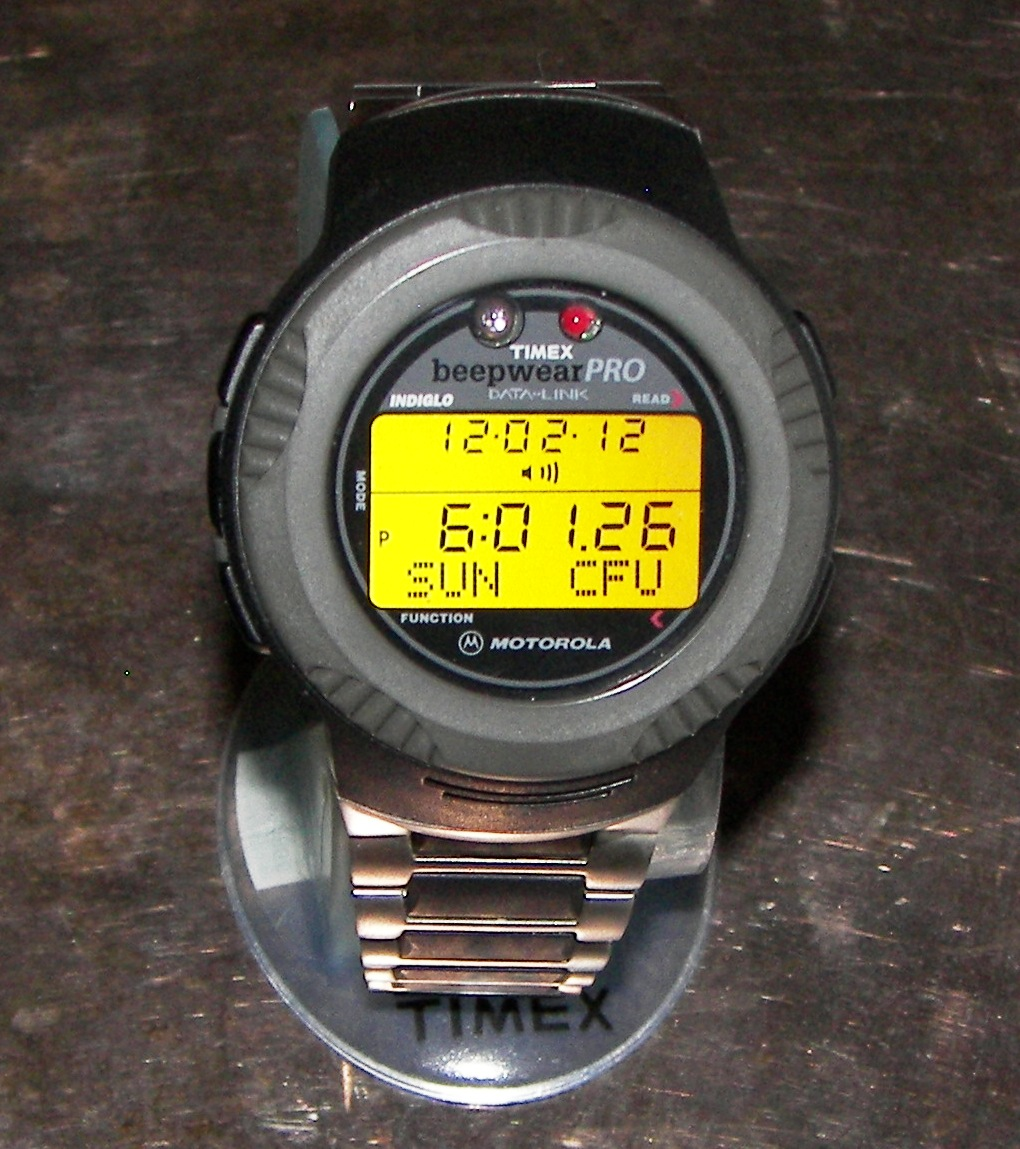
Timex Datalink Beepwear Pro: носимый пейджер/часы с буквенно-цифровой функцией пейджинга. Часть семейства часов Timex Datalink

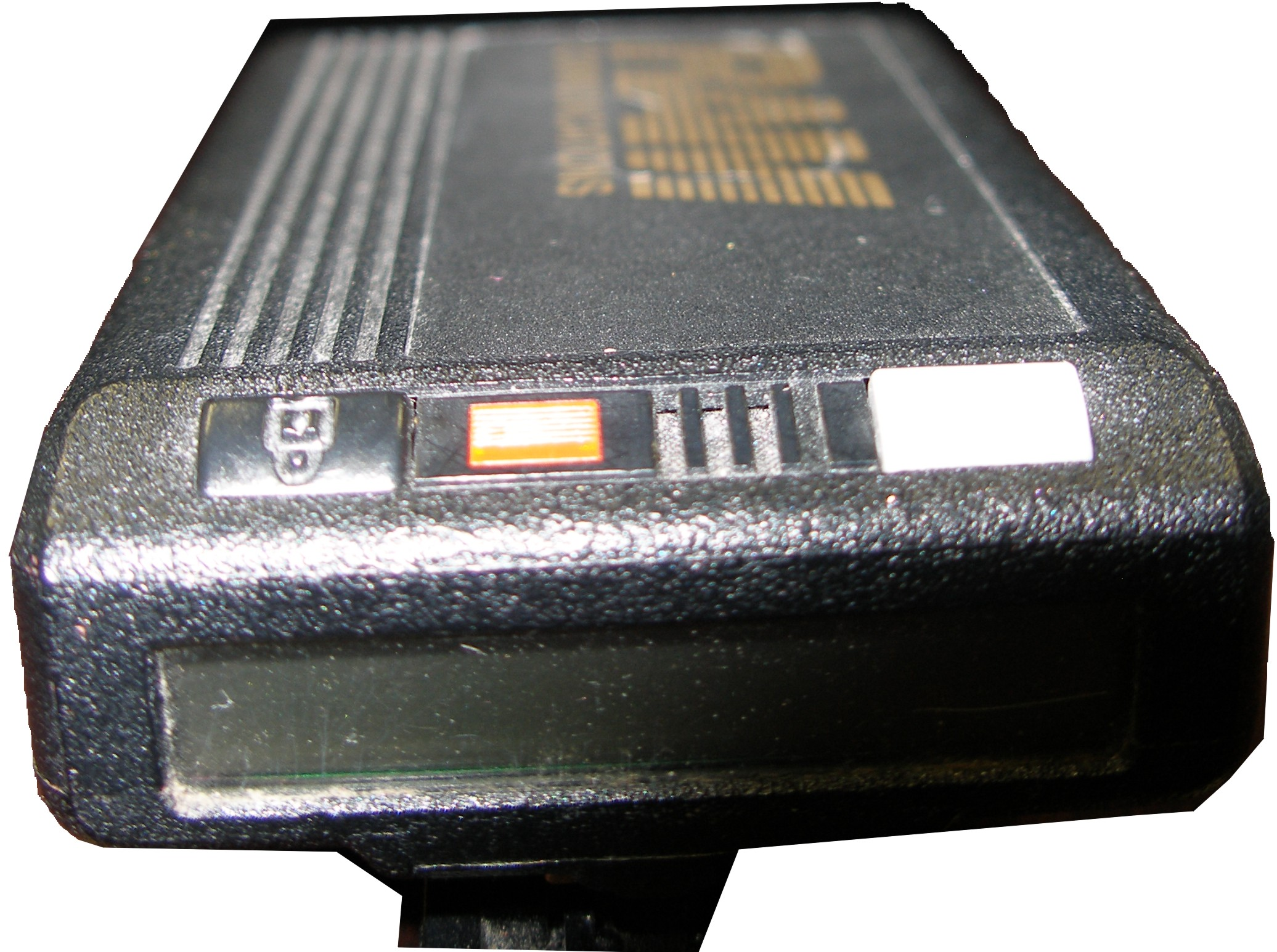
Верх числового пейджера Motorola «Bravo»

Пе́йджер (от англ. to page — вызывать, что, в свою очередь, происходит от слова page — паж, слуга, мальчик на посылках) — приёмник персонального вызова. Сообщения на него передаются с радиопередатчика пейджинговой сети. Для того, чтобы отправить почту на пейджер, обычно надо набрать телефон оператора, сообщить номер или название абонента и продиктовать сообщение.

## Принцип действия
Пейджер представляет собой миниатюрный радиоприемник. Чтобы отправить сообщение, нужно позвонить в пейджинговую компанию и сообщить оператору текст и номер получателя. Оператор пересылает сообщение с компьютера на пейджинг-консоль, где оно кодируется, а затем передается на радиопередатчик. В течение короткого промежутка времени (от 15 секунд до 5 минут) сообщение поступает к адресату.
Виды пейджеров:
- только для оповещения. Это самая простая форма устройства, которая оповещает пользователя путем звукового сигнала, световых индикаторов или вибрации. Простой пример — ресторанный пейджер, который дает знать, когда готов заказ;
- числовые. Этот тип пейджера позволяет получать сообщение с числами, например, номером телефона;
- буквенно-цифровые. Такие пейджеры принимают сообщения с числами и словами;
- буквенно-цифровые с двусторонней связью. Это самые продвинутые пейджеры. Они могут отправлять и получать сообщения с числами и словами. Они имеют крошечную встроенную клавиатуру, на которой можно набирать текст[3]. Пейджеры с двухсторонней связью называют «твейджерами» (от английского «Two WAy paGER»)[4].
- голосовые. Такие пейджеры могут воспроизводить аудиосообщения после их получения[3].

Обычно пейджеры имели клипсу, которая позволяла носить их на ремне, однако некоторые из них можно было носить и на шее.

## История
В англоязычном интернете пионером этой технологии часто считают американца Шермана Амсдена, который в 1924 году основал компанию Doctor’s Telephone Service («Телефонная служба врачей»). Когда пациенты не могли связаться со своим врачом напрямую, их переключали на оператора, который записывал сообщение. Врачам приходилось периодически проверять стационарный телефон, чтобы узнать, не оставили ли им сообщение. Бизнес Амсдена начал активно развиваться, когда его услугами начали пользоваться ремонтные службы, детективные агентства и другие организации, работающие в условиях экстренных ситуаций. По сути, это был аналог современного автоответчика, только вместо автоматической системы сообщения обрабатывались живым оператором.
Постоянные звонки оператору оказались неудобными, поэтому со временем была разработана новая система. Люди начали покупать маленькие радиоприемники, каждый из которых имел уникальный трехзначный код. По этим устройствам передавались списки номеров, на которые приходили сообщения, и, услышав свой номер, пользователь мог связаться с оператором. Реализация такой простой, казалось бы, технологии в Соединённых Штатах заняла более десяти лет. Первый звонок, совершенный в соответствии с идеей Амсдена, произошел 15 октября 1950 года. Как отмечает Нина Борисова, внедрение его концепции задерживалось из-за бюрократических процедур — требовалось получить разрешение от Федеральной комиссии по связи на использование радиочастот. Радиочастотные ресурсы всегда являются большим дефицитом в любой стране.
Дальнейшее развитие пейджинговой связи связано с американским инженером Элом Гроссом, который запатентовал метод передачи радиосигнала на индивидуальное принимающее устройство. Компания Motorola интегрировала эту разработку с концепцией Амсдена, предполагающей коллективное уведомление радиоприемников.
В 1959 году компания Motorola представила новое устройство под названием «пейджер». Первым успешным пейджером стал Pageboy I. Этот аппарат не имел экрана и не мог сохранять сообщения; он лишь уведомлял пользователя о вызове.
После 2000 года пейджинговая связь была вытеснена сотовой связью и мобильным интернетом. Существующие коммерческие системы почти полностью прекратили обслуживание абонентов.
В США пейджеры до настоящего времени используются персоналом больниц. Это связано с тем, что радиосигналы, посылаемые на пейджер, лучше принимаются внутри помещений, чем сигналы, посылаемые на мобильные телефоны. В настоящее время существует немало производителей пейджеров, мировой рынок этих устройств в 2023 году оценивался в 1,6 млрд долларов.
На начало 2021 года в мире насчитывалось более 2 миллионов пользователей пейджеров. По состоянию на 2023 год, пейджинговая сеть Spok в США обслуживала более 800 тысяч клиентов.

### В России
Первая пейджинговая связь появилась в СССР во время Олимпиады 1980 года в Москве, пейджерами оснастили службу скорой медицинской помощи и службы безопасности.
Коммерческие пейджинговые операторы появились в России осенью 1993 года. Первые компании, начавшие работу в начале 1990-х годов в Москве и Петербурге — это «Вессо-Линк», «Информ-Экском» и «Радио-Пэйдж». Сотовая связь в России появилась на два года раньше.
В 1990-е годы в России был расцвет пейджинговой связи. В 1995 году в России пейджер был самым недорогим вариантом передвижной радиосвязи — при стоимости подключения мобильной связи вместе с аппаратом около 5000 $, абонент пейджинговой связи тратил 199 $ на аппарат и 20 $ на подключение. Особенностью практически всех пейджинговых операторов России была их география, которая, как правило, ограничивалась одним-двумя регионами, причем не охватывая всей его площади.
Государственный комитет Российской Федерации по связи и информатизации прогнозировал, что общее число абонентов пейджинговой связи в России к 2000 году вырастет до 1 млн, а к 2005 году — до 5 млн. Одновременно британская консалтинговая компания ARC Group предупреждала, что пейджинговая связь быстро уступит дешевеющей мобильной. Прогноз Госкомсвязи оказался ошибочным, в 2000 году число абонентов российских пейджинговых компаний было вдвое ниже ожидаемого комитетом.
В 1999 году началась известная рекламная кампания «Пепси, пейджер, MTV! Подключайся к самым-самым!», лицом которой стал юный хип-хоп исполнитель Децл. Рекламный ролик, по сути, был частью его клипа «Вечеринка». Также был организован тур, к которому была подключена пейджинговая компания. Позднее, в 2013 году, Децл в интервью признался, что очень критически относится к данной рекламной кампании и своему в ней участии по причине отрицательного влияния напитка на здоровье детей. В целом по России пейджинговая связь росла приблизительно до 2002 года, а в Москве — до 2001 года. Затем началась стагнация и затем отток клиентов. Причиной этого стало то, что пейджеры стали вытесняться подешевевшей мобильной телефонной связью. По оценкам специалистов, число клиентов пейджинговых компаний с 2003 до середины 2004 года снизилось на 60 %.
У самарского оператора «АДВК» существовал тариф «Школьный», который позволял получать скидки при условии предоставления дневника с хорошими оценками. Данный тариф предоставлял возможность участия в чате, как рассказывает Роман Разоренов, активный пользователь пейджинговой связи в начале 2000-х годов. Чат был доступен для всех пользователей данного тарифа и функционировал всего один час в день — с 18:00 до 19:00. В этот период школьники звонили в пейджинговую компанию и оставляли сообщения, начинающиеся с фразы «Для абонента ЧАТ». Оператор отправлял эти сообщения всем пользователям тарифа. Пользователи могли подписываться своим настоящим именем или ником. Также можно было отправлять сообщения конкретному пользователю. Участники чата, находившиеся в разных концах города, каждую неделю собирались вместе.
К середине 2000-х многие пейджинговые операторы закрылись или переключились на другие виды и направления бизнеса. Например, «Вессо-линк» (одна из первых пейджинговых компаний) стала IT-интегратором. В Екатеринбурге в 2002 году было 7 пейджинговых операторов, а в июле 2004 года их осталось четыре после того, как без предупреждения и передачи абонентов другим операторам закрылась крупнейшая пейджинговая компания города «Континенталь». До этого уходящие с рынка пейджинговые операторы передавали своих клиентов оставшимся.
В начале 2008 года пейджеры рекомендовали в качестве средства дешёвой служебной корпоративной связи для крупных организаций, а также для автовладельцев (в качестве средства дистанционного управления автомобильной сигнализацией).
В 2020 году в России оставался единственный оператор пейджинговой связи «Телекомт» и всего два постоянных клиента — Кольская АЭС и московская Центральная клиническая больница с поликлиникой. Компания «Телекомт» была ликвидирована в ноябре 2021 года. В 2023 году закончился срок действия последней действовавшей в РФ лицензии на пейджинговую связь. Новых лицензий на пейджинговую связь в РФ не будет, Минцифры прекратило лицензировать услуги пейджинга.

### Любительские сети пейджинговой связи

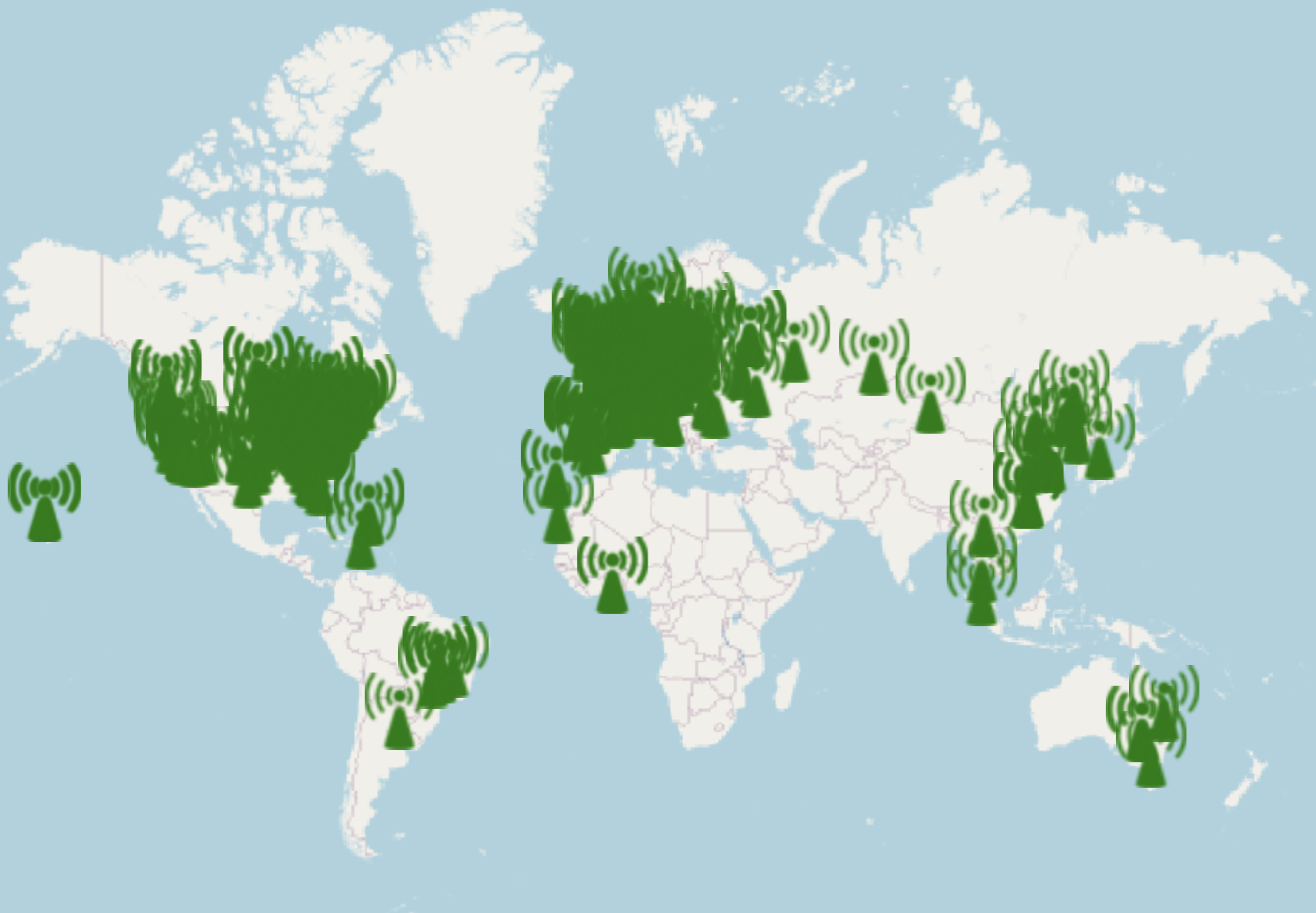
Сеть любительской пейджинговой связи

Существуют любительские сети пейджинговой связи, работающие на свободных частотах. Сеть радиолюбительского пейджинга развивается и поддерживается энтузиастами, работает на разрешённых для этого частотах (439,9875 МГц).

### Взрывы пейджеров в Ливане (2024)
17 сентября 2024 года с помощью одновременного взрыва пейджеров предположительно израильскими спецслужбами была совершена массированная атака на членов «Хезболлы» в Ливане и Сирии. В результате взрывов по меньшей мере девять человек погибли и более 4000 получили ранения.
В 2025 году премьер-министр Израиля Биньямин Нетаньяху в ходе своего визита в Вашингтон подарил президенту США Дональду Трампу обычный и позолоченный пейджеры в память об операции против «Хезболлы».

## Преимущества и недостатки

### Преимущества
- В случае ЧС и вывода мобильной сети из строя, более дешёвого способа передачи текстовых оповещений, чем пейджинговая связь, не будет[2];
- надежное соединение для связи на большом расстоянии. Пейджеры отправляют данные с помощью радиосигналов очень высокой частоты от 138 до 466 МГц, что подходит для удаленных районов[3];
- безопасность локальной сети и конфиденциальность отправителя, так как его местоположение невозможно отследить[3];
- простота использования. Эти устройства легкие, маленькие, компактные и имеют длительный срок службы батареи[3];
- в сотовых сетях имеются мертвые зоны и во время стихийных бедствий они быстро перегружаются, чего не происходит с пейджинговыми сетями[11], они работают на специально отведенных радиочастотах, которые меньше подвержены перегрузкам и помехам по сравнению с мобильными сетями. Это гарантирует, что важное сообщение всегда достигнет получателя, даже в условиях чрезвычайной ситуации, когда мобильная связь может оказаться нестабильной или недоступной[23];
- Обеспечивают повышенную степень конфиденциальности. Так как они не связаны с интернетом и не хранят персональные данные, вероятность взлома или утечки информации значительно ниже, чем у смартфонов. Это особенно значимо в областях, где важна защита данных, таких как медицина или службы безопасности[23];
- По стоимости пейджеры дешевле не только для самих пользователей, но и операторов[24].

### Недостатки
- Звонок оператору. Чтобы отправить сообщение на пейджер, человек первоначально должен был позвонить в специализированную компанию через любой телефон и продиктовать сообщение оператору. Спустя несколько секунд, а иногда и пять минут, сообщение достигало пейджера адресата. Скорость доставки сообщения зависела от загруженности операторов. При получении сигнала устройство издавало звуковой сигнал или вибрировало, тем самым уведомляя владельца о новом сообщении. Со временем появились модели пейджеров, которые могли передавать сообщения без необходимости звонка оператору[25].
- ограниченность длины сообщения[11],
- низкая скорость коммуникации[11],
- отсутствие подтверждения получения[11].